# Carrocera
Carrocera è un comune spagnolo di 608 abitanti situato nella comunità autonoma di Castiglia e León.